# Flore caressée par Zéphyr
Flore caressée par Zéphyr ("Flora accarezzata da Zefiro") è un quadro del pittore francese François Gérard. Fa parte delle collezioni del museo di Grenoble.

## Storia
Il primo successo di Gérard fu il suo Amore e Psiche (1798), ma raggiunse la fama vera e propria dopo il 1800 circa, quando Napoleone e la sua cerchia lo elessero a loro pittore preferito. Flore caressée par Zéphyr (1802) faceva parte di una serie di opere commissionate per la residenza privata del ministro delle finanze Charles Gaudin, e probabilmente faceva coppia con un dipinto di Girodet, oggi al museo delle Belle Arti di Lipsia.

## Descrizione
Flore caressée par Zéphyr è un dipinto a olio su tela che misura 169 × 105 centimetri senza cornice. La tela ritrae una giovane donna, che lo spettatore identifica grazie al titolo: è Flora, la dea romana della primavera. Ella è nuda e sembra ergersi su un globo terrestre. Attorno a lei soffia una brezza leggera che rappresenta il suo amante Zefiro, il dio del vento occidentale. Dalle loro carezze nasce un'infinità di fiori, che si espandono sul globo. La giovane incrocia le braccia sul suo petto e mantiene gli occhi chiusi. Concentrandosi su sé stessa, sembra essere nel pieno di un'estasi.
Il quadro è di ispirazione mitologica. In effetti, il pittore si rifà agli amori di Clori (Flora) e Zefiro, raccontati da Ovidio nei Fasti.